# 科雷卡
科雷卡（義大利語：Coreca）是意大利卡拉布里亚大区科森扎省阿曼泰亚市鎮中的一個分區。

## 藝廊

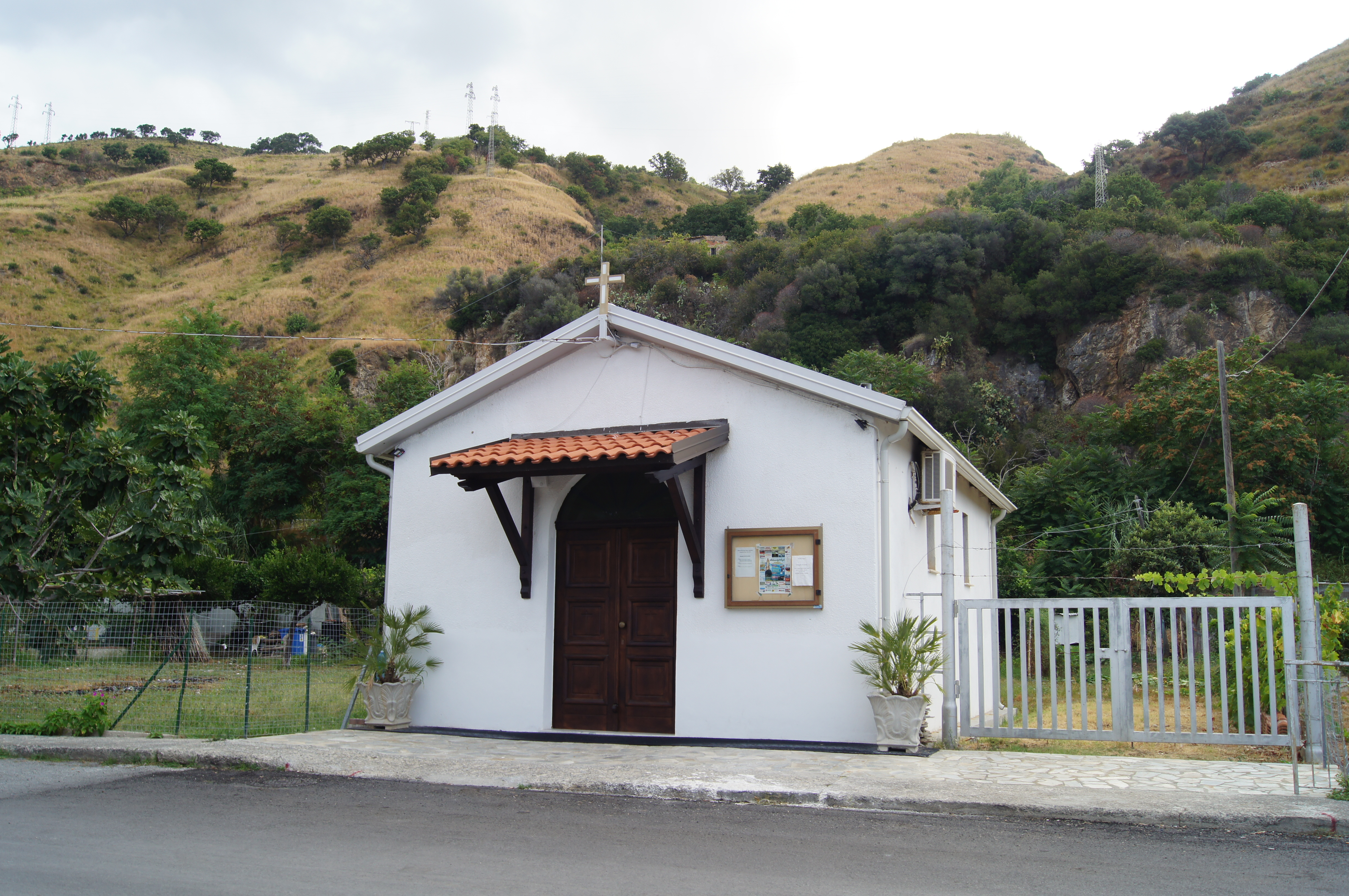
科雷卡的天使之后教堂
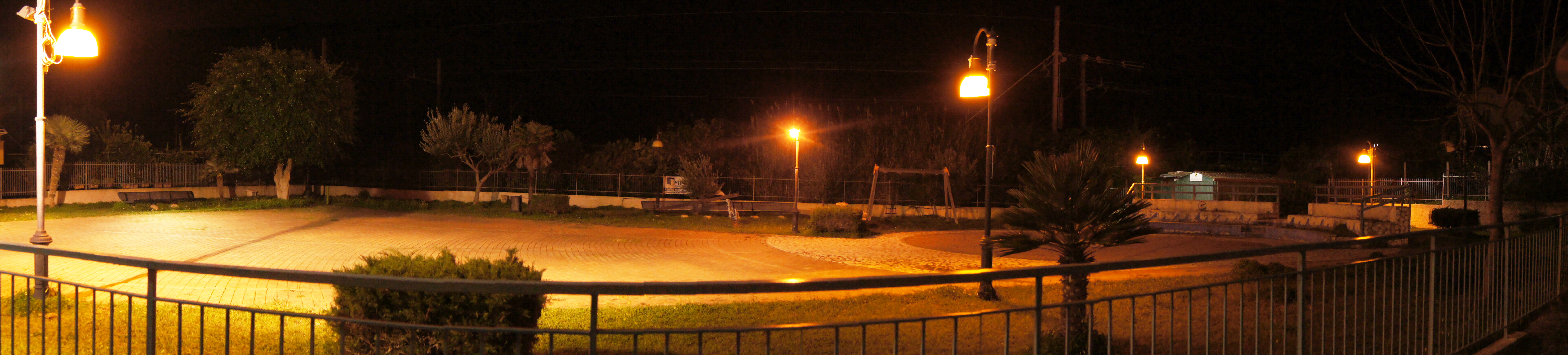
傍晚德科雷卡廣場
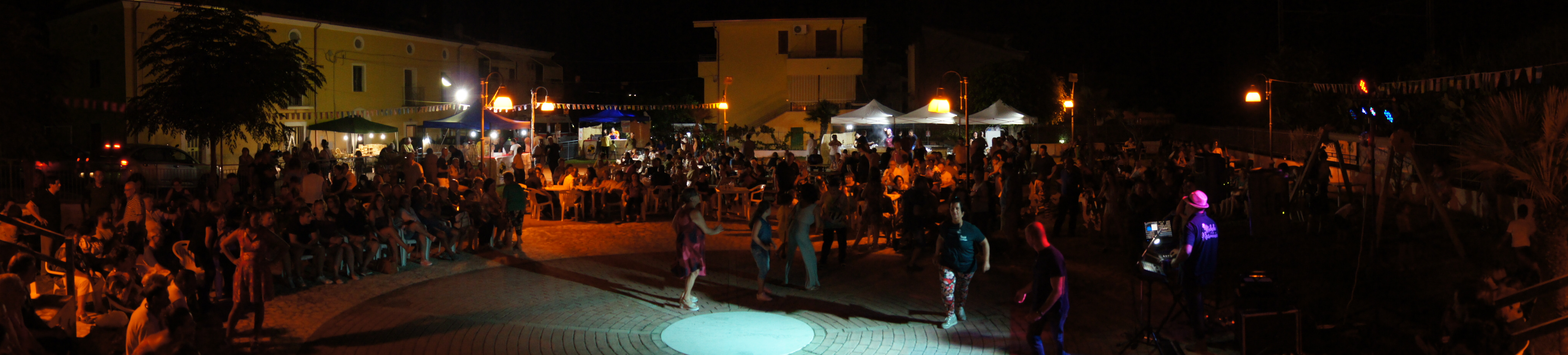
科雷卡廣場的夜景
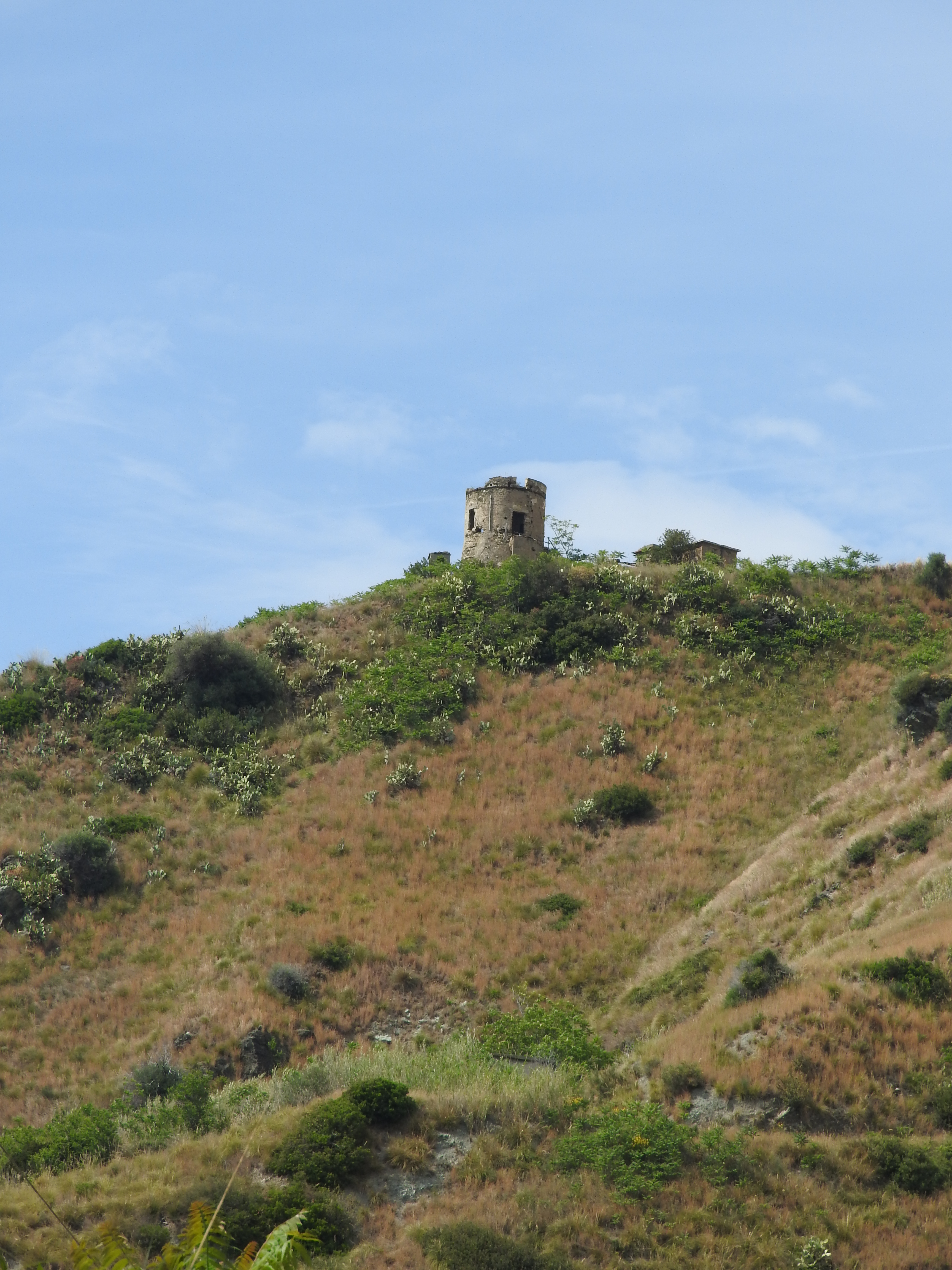
科雷卡之塔，別名為"Turriella"
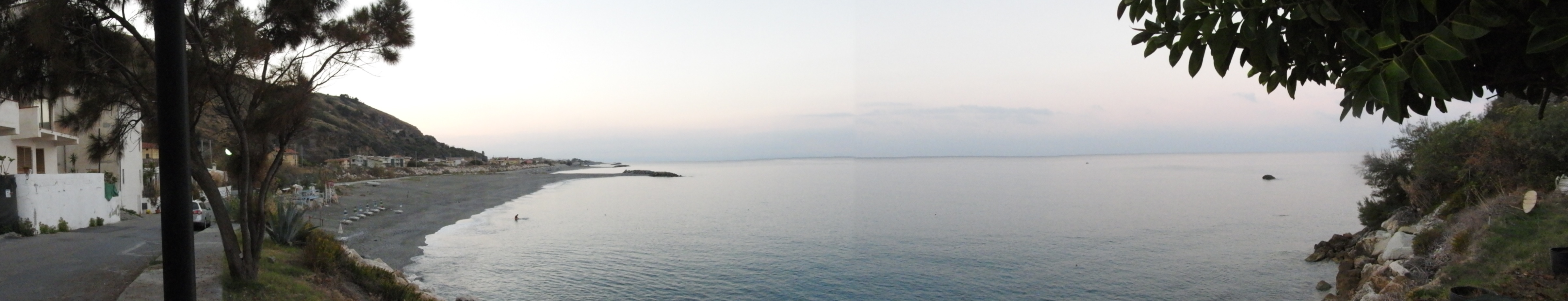
科雷卡海灣
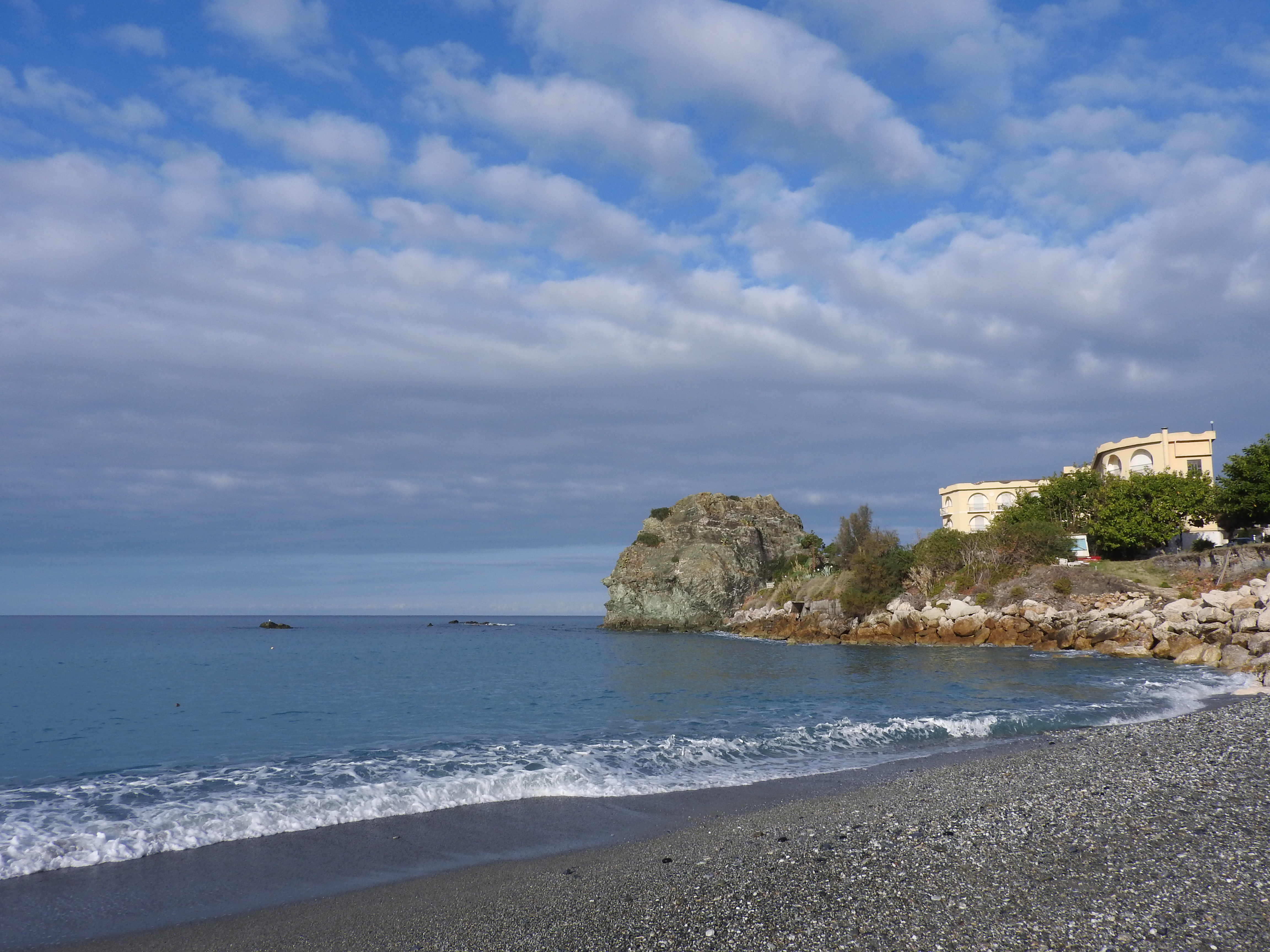
從La Scogliera酒店可看到的科雷卡沙灘